# Saga Hellismanna
La saga Hellismanna (del nórdico antiguo: la saga de los hombres de la cueva) es una saga tardía inspirada en los antiguos manuscritos de las sagas islandesas. Fue escrita hacia 1830 por Gísli Konráðsson.

## Contenido
La obra se basa en antiguos escritos como Landnámabók (libro de los asentamientos), leyendas y tradiciones locales. Los acontecimientos se desarrollan en la Islandia del siglo X, y trata sobre una banda de forajidos que actúan entre Borgarfjörður y Surtshellir. Los forajidos eran conocidos como hólmverjar y aparecen mencionados en otras sagas como Saga Harðar ok Hólmverja.

## Base histórica
En las cuevas de lava en Surtshellir se ha encontrado, en yacimientos arqueológicos, trabajos de fortificación y huesos de animales sacrificados, que podría fecharse en el período 880-960 d. C.